# اتیل سیانواکریلات
اتیل سیانواکریلات (به انگلیسی: Ethyl cyanoacrylate) با فرمول شیمیایی C۶H۷NO۲ یک ترکیب شیمیایی است. که جرم مولی آن ۱۲۵٫۱۳ g/mol می‌باشد. 